# Karen Carney
Karen Julia Carney (Birmingham, Anglaterra; 1 d'agost de 1987) és una comentarista esportiva i exfutbolista anglesa. Jugava com a migcampista i el seu darrer equip fou el Chelsea L.F.C. de la Women's Super League d'Anglaterra.

## Clubs
| Club              | País         | Any         |
| ----------------- | ------------ | ----------- |
| Birmingham City   | Anglaterra   | 2001 - 2006 |
| Arsenal L.F.C.    | Anglaterra   | 2006 - 2009 |
| Chicago Red Stars | Estats Units | 2009 - 2010 |
| Birmingham City   | Anglaterra   | 2011 - 2015 |
| Chelsea L.F.C.    | Anglaterra   | 2015 -      |